# Grande Saline (kommun)
Grande Saline är en kommun i Haiti.   Den ligger i departementet Artibonite, i den centrala delen av landet, 90 km norr om huvudstaden Port-au-Prince.